# Eleonóra
Eleonóra est un prénom hongrois féminin.

## Équivalents
- Nóra

## Personnalités portant ce prénom
- Eleonora van Dijk (1987-) coureuse cycliste néerlandaise.
- Eleonóra Zouganéli (1983-) chanteuse grecque.

- Pour l'ensemble des articles sur les personnes portant ce prénom, consulter :
  - la liste des articles dont le titre commence par ce prénom
  - les listes produites par Wikidata : Liste des personnes de prénom « Eleonóra » — même liste en incluant les éventuels prénoms composés qui contiennent « Eleonóra ».